# Андрей Казепов
Андрей Казепов е български революционер, кресненски войвода на Вътрешната македоно-одринска революционна организация.

## Биография
Казепов е роден в 1878 година в горнопреспанското село Янковец, тогава в Османската империя. Учи в Цариград и в Солунската българска мъжка гимназия (1896 - 1899). Завършва Битолската българска гимназия, където учител му е Дамян Груев. В Битоля заедно с Георги Баждаров, Търпен Марков, Георги Христов и Георги Тодоров образува ученически революционен кръжок на Българското тайно революционно братство, начело с Марков.
Учителства в Банско (1900 – 1901) и в Струмица (1901 – 1902). За революционна дейност е преследван от властите и е принуден да емигрира в свободна България. През април 1902 година се връща в Македония и влиза в четата на Яне Сандански. По време на Илинденско-Преображенското въстание води сражения с османски части в Мелнишко. След поражението на въстанието от пролетта на 1904 година е кресненски войвода на ВМОРО. Загива в сражение с османски части край село Сенокос, а трима други негови четници, сред които Янко Василев от Осничани, са ранени.
В памет на загиналия Андрей Казепов, името Казепов е прието от Георги Стоянов, станал известен като Георги Казепов.